# Ландберон
Ландберо́н (фр. Landebaëron, брет. Landebaeron) — коммуна во Франции, находится в регионе Бретань. Департамент — Кот-д’Армор. Входит в состав кантона Бегар. Округ коммуны — Генган.
Код INSEE коммуны — 22095.
Коммуна расположена приблизительно в 410 км к западу от Парижа, в 130 км северо-западнее Ренна, в 36 км к северо-западу от Сен-Бриё.

## Население
Население коммуны на 2008 год составляло 202 человека.
| 1962 | 1968 | 1975 | 1982 | 1990 | 1999 | 2008 |
| ---- | ---- | ---- | ---- | ---- | ---- | ---- |
| 253  | 299  | 231  | 211  | 183  | 186  | 202  |

## Экономика
В 2007 году среди 123 человек в трудоспособном возрасте (15—64 лет) 103 были экономически активными, 20 — неактивными (показатель активности — 83,7 %, в 1999 году было 81,8 %). Из 103 активных работали 92 человека (50 мужчин и 42 женщины), безработных было 11 (8 мужчин и 3 женщины). Среди 20 неактивных 4 человека были учениками или студентами, 8 — пенсионерами, 8 были неактивными по другим причинам.

## Достопримечательности
- Церковь. Исторический памятник с 1926 года[3]
- Менгир Мену-Гла (эпоха неолита). Исторический памятник с 1969 года[4]
- Крытая аллея Ро-Вра. Исторический памятник с 1956 года[5]

## Фотогалерея

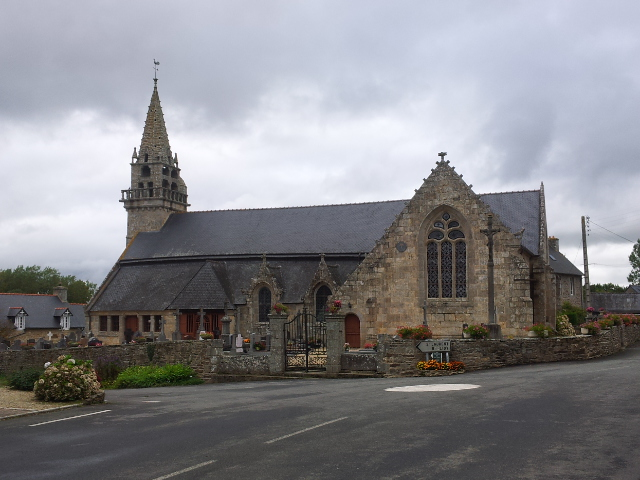
Церковь
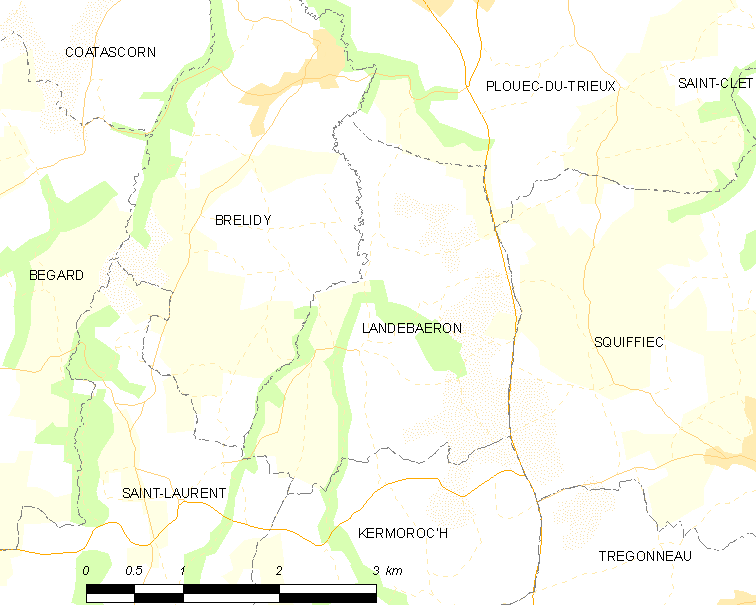
Карта коммуны